# O mundo encantado de Monteiro Lobato

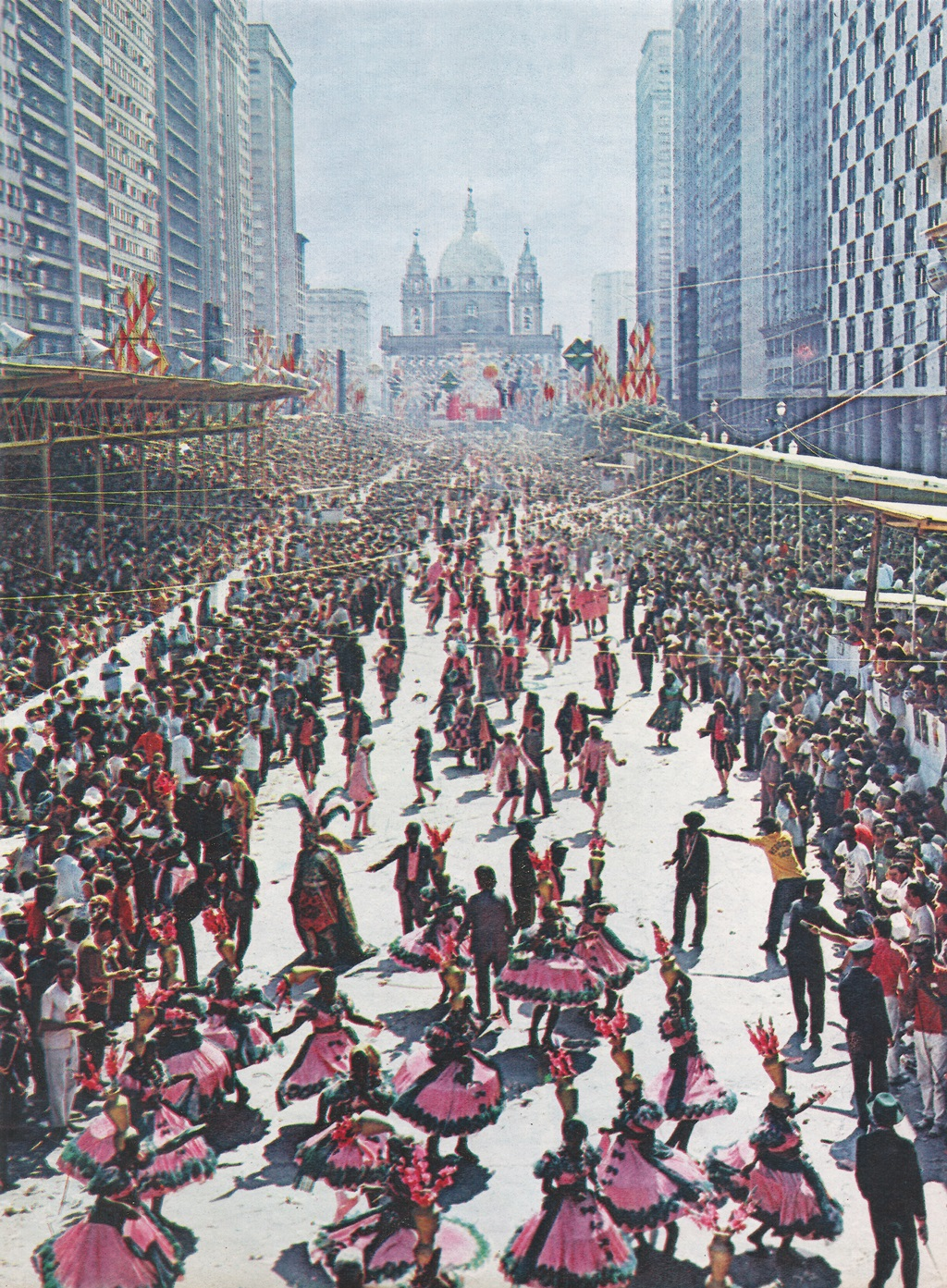
Desfile da Mangueira no carnaval de 1967.

O mundo encantado de Monteiro Lobato foi o enredo apresentado pela Estação Primeira de Mangueira no desfile das escolas de samba do Rio de Janeiro de 1967. A escola, a nona a desfilar no dia 5 de fevereiro, foi campeã do carnaval carioca pela décima vez.

## O desfile
Foi a primeira vez que uma escola de samba apresentou um enredo baseado na literatura infantil brasileira. A Mangueira vinha de Exaltação a Villa-Lobos, que lhe rendera o vice-campeonato em 1966, e assim consolidava uma tendência de desfiles homenageando grandes personalidades da cultura brasileira, que se manteria nas décadas seguintes.
A Mangueira só entrou na avenida às 10h da manhã de segunda-feira. A passista Gigi da Mangueira retornava depois de seis anos de ausência. Acompanhada por Mussum, ela desfilou à frente dos ritmistas, num tempo em que ainda não havia "rainhas de bateria". Com uma apresentação contagiante, a escola foi aclamada pelo público, aos gritos de "já ganhou".

## Samba-enredo
O samba foi composto por Luiz, Batista da Mangueira e Darcy da Mangueira, e interpretado na passarela por Jamelão. Darcy conta que ele e seus parceiros refizeram o samba mais de 30 vezes antes de atingir um resultado que considerassem satisfatório. Taxista, ele um dia estava indo de ônibus da Vila Kennedy até o Centro, para pegar o táxi em que trabalhava. Ao ver o pôr-do-sol na Avenida Brasil, teve a inspiração para o que se tornaria o verso inicial: Quando uma luz divinal iluminou a imaginação de um escritor genial.
A cantora Eliana Pittman, que naquele ano assistiu pela primeira vez a um desfile, ficou empolgada com o samba e resolveu gravá-lo no seu LP É Preciso Cantar, lançado ainda em 1967. Foi a primeira vez que um samba-enredo foi gravado, e o sucesso motivou as escolas a lançarem, no fim daquele ano, o primeiro LP com os sambas a serem apresentados no desfile do ano seguinte.

### Gravações
| Ano  | Artista        | Álbum                                                   |
| ---- | -------------- | ------------------------------------------------------- |
| 1967 | Eliana Pittman | É Preciso Cantar                                        |
| 1967 | Elza Soares    | O Máximo em Samba                                       |
| 1993 | Beth Carvalho  | Estação Primeira de Mangueira (Coletânea da Sony Music) |
| 2006 | Mestre Marçal  | Sambas-Enredo de Todos os Tempos                        |

## Resultado
Na apuração, a Mangueira ficou em primeiro lugar no Grupo 1 (hoje, Grupo Especial), somando 113 pontos, quatro a mais que Império Serrano, com São Paulo, chapadão de glórias, e Salgueiro, com História da liberdade no Brasil.

## Ficha técnica
- Enredo: Julinho
- Carnavalesco: Julinho
- Presidente: Juvenal Lopes
- Contingente: 4.500 componentes em 63 alas
- Diretor de bateria: Waldomiro
- Ritmistas: 250
- 1º casal de mestre-sala e porta-bandeira: Neide e Delegado.[1]